# Sebastian Spörlin
Sebastian Spörlin (* 3. September 1560 in Basel; † 21. Mai 1644 ebenda) war ein Schweizer Politiker, Gesandter und Bürgermeister von Basel.

## Leben

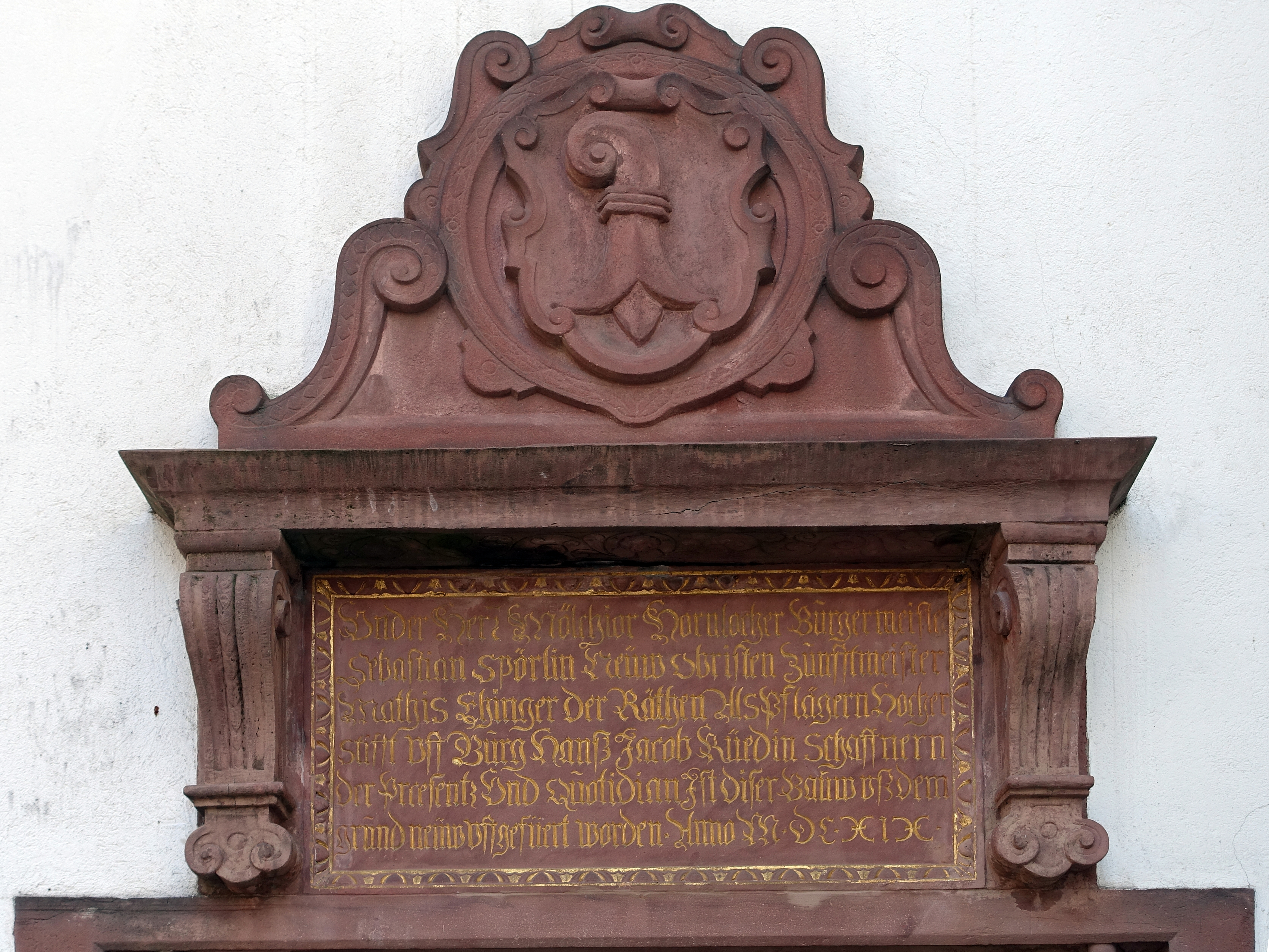
Gedenkinschrift, Rittergasse in Basel

Spörlin war der Sohn des Landvogts und Ratsherrn zu Münchenstein Georg und der Dorothea, geborene Krug. Er war der Neffe von Sebastian Doppenstein und Caspar Krug. Spörlin betätigte sich als Küfer und Kupferhändler und bekleidete als einer der reichsten Bürger von Basel verschiedene politische Ämter. Zwischen 1604 und 1623 unternahm er für seine Vaterstadt über 30 Gesandtschaften und war von 1621 bis 1644 Basler Bürgermeister.
Spörlin war dreimal verheiratet. Zusammen mit seiner dritten Frau Maria Magdalena Hagenbach trat er auch als Wohltäter hervor.